# Народна партия „Истината и само истината“
Народна партия „Истината и само истината“ е политическа партия в България, основана през 2020 г. Основател и председател на партията е Венцислав Ангелов, бивш полицай, неколкократно задържан и осъждан за трафик на наркотици.
Партията заема крайни антисемитски и антиправославни позиции, разпространява различни теории на конспирацията, като през 2021 година организира протести срещу ваксините за COVID-19, а в дейността ѝ участват радикални евангелисти.

## Парламентарни избори

### 2022 г.
На парламентарните избори през 2022 г. участва с бюлетина № 23. Венцислав Ангелов е водач на листата в 25 МИР София.